# Baltzar Esaias Hoppenstedt
Baltzar Esaias Hoppenstedt, född 1750, död 28 april 1795, var en svensk ämbetsman.

## Biografi
Baltzar Esaias Hoppenstedt föddes 1750. Han var son till brukspatronen Baltzar Georg Hoppenstedt och Judit Helena Klint. Hoppenstedt blev 1780 rådman i Uppsala och 1786 borgmästare i Kalmar. Han var riksdagsman för borgarståndet vid riksdagen 1789 och riksdagen 1792 och blev 1792 lagman. Hoppenstedt avled 1795.

### Familj
Hoppenstedt gifte sig 1775 med Ulrika Östmarck.